# Йовзик Дмитро Васильович
Дмитро́ Васи́льович Йо́взик (нар. 2 квітня 1983, м. Луцьк, Волинська область, Українська РСР, СРСР — пом. 22 травня 2014, поблизу с-ща Ольгинка, Волноваський район, Донецька область, Україна) — молодший сержант Збройних сил України, учасник російсько-української війни.

## Короткий життєпис
Народився Дмитро Йовзик у місті Луцьку, де закінчив загальноосвітню школу-інтернат. Після школи призваний до армії, служив у танкових військах. Працював далекобійником, їздив до Польщі. Згодом — водієм маршрутного таксі, ніколи не відмовляв пільговикам у безкоштовному проїзді. За громадянську позицію, людяність та порядність міськрада вручила йому грамоту. Мав хороший музикальний слух, грав на трубі. 2007 року одружився, мріяв про сина.
Після початку часткової мобілізації навесні 2014 року Дмитра серед перших призвав Луцький МВК.
Заступник командира бойової машини — навідник-оператор БМП 3-го механізованого батальйону 51-ї окремої механізованої бригади, м. Володимир-Волинський.
Разом із підрозділом у травні 2014 року ніс службу на блокпосту № 10 поблизу селища Ольгинка Волноваського району. Уранці між 4 та 6 годинами 22 травня 2014 року блокпост атакували проросійські сепаратисти «ДНР», які під'їхали на інкасаторських машинах, та почали несподіваний масований обстріл із вогнепальної зброї, у тому числі з кулеметів, мінометів, РПГ, ПЗРК. Внаслідок обстрілу здетонував боєкомплект однієї з бойових машин: вибух призвів до збільшення людських втрат. У цьому бою загинули 16 бійців 51-ї бригади. Ще один помер від поранень у госпіталі 14 жовтня.
Колеги купили Дмитру бронежилет; на той час бійця серед живих уже не було.
27 травня на центральній алеї міського цвинтаря Луцька в селі Гаразджа поховали трьох загиблих під Волновахою лучан — Дмитра Йовзика, Віталія Махновця та Володимира Прокопчука. У Дмитра залишились мати, брат і дружина.

## Нагороди та вшанування
За особисту мужність і високий професіоналізм, виявлені у захисті державного суверенітету та територіальної цілісності України, вірність військовій присязі, відзначений — нагороджений медаллю «Захиснику Вітчизни» (27.06.2015, посмертно).
За жертовну любов до своєї Вітчизни, відданість, доблесть і звитягу, нагороджений відзнакою 51-ї ОМБр «За мужність та відвагу» (посмертно).
20 листопада 2015 року в Луцьку на фасаді будівлі загальноосвітньої школи-інтернат (вулиця Дубнівська, 32) встановлено меморіальну дошку випускникові Дмитру Йовзику.